# 1656
Епоха великих географічних відкриттів •  Ганза •  Річ Посполита •  Запорозька Січ •  Хмельниччина

## Геополітична ситуація
Османську імперію очолює Мехмед IV (до 1687). Під владою османського султана перебувають Близький Схід та Єгипет, Середземноморське узбережжя Північної Африки, частина Закавказзя, значні території в Європі: Греція, Болгарія і Сербія. Васалами османів є Волощина та Молдова.
Священна Римська імперія — наймогутніша держава Європи. Її територія охоплює, крім німецьких земель, Угорщину з Хорватією, Богемію, Північну Італію. Її імператором є Фердинанд III з родини Габсбургів (до 1657). Король Угорщини — Леопольд I Габсбург.
Габсбург Філіп IV Великий є королем Іспанії (до 1665). Йому належать Іспанські Нідерланди, південь Італії, Нова Іспанія, Нова Гранада та Нова Кастилія в Америці, Філіппіни. Королем Португалії проголошено Альфонса VI, хоча Іспанія це проголошення не визнає. Португалія має володіння в Бразилії, Африці, Індії, в Індійському океані та Індонезії.
Північ Нідерландів займає Республіка Об'єднаних провінцій. Вона має колонії в Північній Америці, Індонезії, Формозі, Цейлоні. Король Франції — Людовик XIV (до 1715). В Англії триває Англійська революція, встановлено Англійську республіку. Англія має колонії в Північній Америці та на Карибах. Король Данії та Норвегії — Фредерік III (до 1670), король Швеції — Карл X Густав (до 1660). На Апеннінському півострові незалежні Венеціанська республіка та Папська область. Королем Речі Посполитої є Ян II Казимир (до 1668).
Царем Московії є Олексій Михайлович (до 1676). Козацька держава входить до складу Московського царства. Її очолює Богдан Хмельницький. На півдні України існує Запорозька Січ. Існують Кримське ханство, Ногайська орда.
В Ірані правлять Сефевіди.
Значними державами Індостану є Імперія Великих Моголів, Біджапурський султанат, султанат Голконда, Віджаянагара. В Китаї править Династія Цін. У Японії триває період Едо.

## Події

### В Україні
- Після Віленського перемир'я між Москвою та Річчю Посполитою, яке в Україні розцінили як порушення Переяславської угоди 1654 року, Богдан Хмельницький почав шукати союзу зі Швецією та Трансильванією.

### У світі
- 17 травня Московське царство оголосило війну Швеції, що стало початком Московсько-шведської війни 1656—1658 років.
  - 18 липня московські війська взяли Динабург.
  - 14 серпня московити захопили Кокенгаузен.
  - У серпні — жовтні московські війська взяли в облогу Ригу, але їх змусили відступити.
- 28—30 липня польсько-татарські війська зазнали поразки від шведів у Варшавській битві.
- Шведсько-польська війна:
  - 17 січня курфюрст Бранденбургу Фрідріх-Вільгельм I підписав зі шведами Кенігсберзьку угоду, за якою Бранденбург-Пруссія переходили під шведський протекторат.
  - 1 квітня польський король Ян II Казимир дав львівську обітницю.
  - 24 жовтня між Москвою та Річчю Посполитою укладено Віленське перемир'я.
  - 20 листопада курфюрст Бранденбургу Фрідріх-Вільгельм I підписав у Лабіау зі шведами угоду, за якою його визнали суверенним правителем Бранденбургу-Пруссії.
- Мехмед Кепрюлю зійшов на посаду великого візира Османської імперії.
- 2 квітня іспанський король Філіп IV Габсбург підписав угоду з англійськими роялістами, за якою надавав підтримку претенденту на англійський трон Карлу II Стюарту.
- Королем Португалії став Альфонс VI Переможець, не визнаний Іспанією як і його батько.
- 12 травня нідерландці захопили Коломбо. Утворився Голландський Цейлон.
- Почалося правління найвизначнішого монарха держави Аюттхая Нарая.

## Наука та культура
- 27 липня філософа Баруха Спінозу відлучили від єврейської громади і вигнали зі свого дому в Амстердамі за єретичні погляди.
- Христіан Гюйгенс винайшов маятниковий годинник.
- Німецький лікар Самуель Штокгаузен опублікував трактат про астму серед гірників, чим започаткував галузь медицини, що займається лікуванням професійних захворювань.
- Відбулося перше Сієнське Паліо.

## Народились
Дивись також Категорія:Народились 1656
- 8 листопада — Едмонд Галлей, англійський астроном і геофізик

## Померли
Дивись також Категорія:Померли 1656